# 더 라스트 오브 어스 (드라마)
《더 라스트 오브 어스》(영어: The Last of Us)는 HBO에서 2023년 1월부터 방영된 미국의 포스트 아포칼립스 드라마이다. 동명 비디오 게임을 실사화한 작품이다.

## 출연진

### 주연
- 페드로 파스칼 - 조엘 밀러 역
- 벨라 램지 - 엘리 윌리엄스 역
- 게이브리얼 루나 - 토미 밀러 역
- 케이틀린 디버 - 에비 앤더슨 역 (시즌 2부터)
- 이사벨라 메르세드 - 디나 역 (시즌 2부터)

### 그 외
- 루티나 웨슬리 - 마리아
- 니코 파커 - 세라
- 존 해나 - 뉴먼 의사
- 멀 댄드리지 - 말린
- 크리스토퍼 하이어달 - 숀하이스 의사
- 브렌던 플레처 - 로버트
- 애나 토브 - 테스
- 크리스틴 하킴 - 라트나 퍼티위
- 닉 오퍼먼 - 빌
- 머리 바틀릿 - 프랭크
- 러마 존슨 - 헨리 버렐
- 멜러니 린스키 - 캐슬린 코글런
- 케이본 몬트리올 우더드 - 샘
- 제프리 피어스 - 페리
- 존 게츠 - 에덜스틴
- 그레이엄 그린 - 말런
- 일레인 마일스 - 플로렌스
- 스톰 리드 - 라일리 에이블
- 스콧 셰퍼드 - 데이비드
- 트로이 베이커 - 제임스
- 애슐리 존슨 - 애나
- 로버트 존 버크 - 세스
- 스펜서 로드 - 오언
- 타티 개브리엘 - 노라
- 아리엘라 바레르 - 멜
- 대니 라미레스 - 매니
- 노아 러매나 - 캣
- 캐서린 오하라 - 게일
- 제프리 라이트 - 아이작 딕슨
- 조 판톨리아노 - 유진
- 얼래나 우바크 - 핸러핸
- 벤 알러스 - 버턴
- 헤티엔 박 - 엘리스 박
- 박천국 - 리온 박